# 武田信義
武田 信義（たけだ のぶよし）は、平安時代末期から鎌倉時代初期の武将。源清光の次男。逸見光長とは異母兄弟。甲斐源氏4代当主。武田氏初代当主。新羅三郎義光の曾孫である。

## 生涯
大治3年（1128年）8月15日、新羅三郎義光の孫である源清光の次男として生まれる。逸見太郎光長と一卵性双生児として生まれた。逸見光長は巳刻に生まれ、武田信義は午刻に生まれる（『尊卑分脈』に記述有り）。幼名を龍光丸・勝千代といった。
保延6年（1140年）、13歳で武田八幡宮にて元服し、武田太郎信義と名を改める。これ以来、武田八幡神社は甲斐武田氏の氏神となる。武田の名字は河内源氏の一族の源義光（新羅三郎義光）の子・源義清が常陸国武田郷（現:茨城県ひたちなか市）から甲斐国に配流されて武田氏を名乗ったのに始まる。
治承4年（1180年）4月頃、以仁王の令旨を戴いたとみられる。『山槐記』9月7日条には「義朝子伊豆を領す。武田太郎(信義)、甲斐国を領す」と上野国の新田義重より都に注進されたとの記載があり、信義率いる甲斐源氏一党はすでに8月下旬には挙兵したと推測される。なお、源頼朝が大庭景親らに敗北した8月23日の石橋山の戦いの直後同族の安田義定らが8月25日波志田山合戦で大庭景親の弟俣野景久を破っている。また石橋山の戦いに敗れた頼朝方の武将の中には甲斐に逃げ込み、その後の戦いでは甲斐源氏について戦った者もいた。『吾妻鏡』によると、9月には信濃国伊那郡へ出兵して平家方の菅冠者を討ち諏訪社との提携も果たす。このとき信義は53歳であった。その後、鉢田の戦いにおいて駿河目代・橘遠茂や長田入道を討ち取り、平家本軍到着以前に駿河を占拠する（『吾妻鏡』）。その後、富士川東岸に着陣し、後方の黄瀬川近辺に陣を置く源頼朝と連携して、富士川の戦いにおいて進軍してきた平氏に勝利する。その後『吾妻鏡』では、頼朝が駿河守護に任命したとするが、実際には信義は実力で駿河を手中にした。
また、その後近江源氏が挙兵すると近江源氏と信義が連絡を取っていたとの記録もあり（『玉葉』）、治承寿永の乱初期には重要な立場にあった可能性も示唆されている。また、富士川の戦いの直後や平氏の北陸出兵の際の追討宣旨の追討対象者には源頼朝とともに源信義の名が併記され（『玉葉』）朝廷からも留意されるべき人物であった。なお、北陸出兵時、その北陸に勢威を張っていた源義仲の名前は記載されていない。
その後しばらくの間、東国では源頼朝、武田信義、源義仲の三者が武家の棟梁として並立する時期が続く。そのような中、甲斐源氏の中に分裂がみられ、弟の加賀美遠光とその次男・小笠原長清、信義の子・石和信光は頼朝に接近し、安田義定は平家を打ち破って都に進撃する義仲とともに東海道から都に上洛して、その功により「遠江守」の官位を手中にする。
しかし同格の武家の棟梁の存在を嫌った頼朝は、次第に他方を排除もしくは屈服させる動きに出る。やがて義仲と頼朝が対立関係となると、信義や甲斐源氏は頼朝と協調路線を選択し、その後も武田軍は源範頼、源義経とともに義仲の追討・一ノ谷の戦い・平家追討山陽道遠征・壇ノ浦の戦いに参加した。
それでも甲斐源氏が頼朝にとって障害であることに変わりはなく、元暦元年（1184年）4月24日、子の一条忠頼が鎌倉に招かれ宴席で暗殺され、その後に木曽義高残党討伐という名目で頼朝は甲斐・信濃に出兵している（『吾妻鏡』養和元年（1181年）条には、後白河法皇が信義を頼朝追討使に任じたという風聞が流れ、信義は鎌倉に召喚され、「子々孫々まで弓引くこと有るまじ」という起請文を書かされたとしているが、起請文提出は忠頼暗殺後と考えられる）。また土肥実平より上位にあるという書状を送った子の板垣兼信に対して頼朝が実平優位を示す返書を出すということもあった。その一方で親頼朝派の加賀美遠光に対しては「信濃守」任官を朝廷に申請するなど厚遇した。このように、親和策と弾圧をそれぞれの一族が個別に受けた結果、挙兵時に頼朝や義仲と同格の武家棟梁であった甲斐源氏は鎌倉殿の御家人という扱いへと転じていくことになる。
『吾妻鏡』によると文治2年（1186年）3月9日、享年59で病没したとあるが、建久元年（1190年）の頼朝上洛の随兵に武田信義の名があったり、建久5年（1194年）の東大寺造営や小笠懸の射手に信義の名が見られることから、文治2年（1186年）以降も信義が生存している可能性が濃厚であるとの指摘もある。

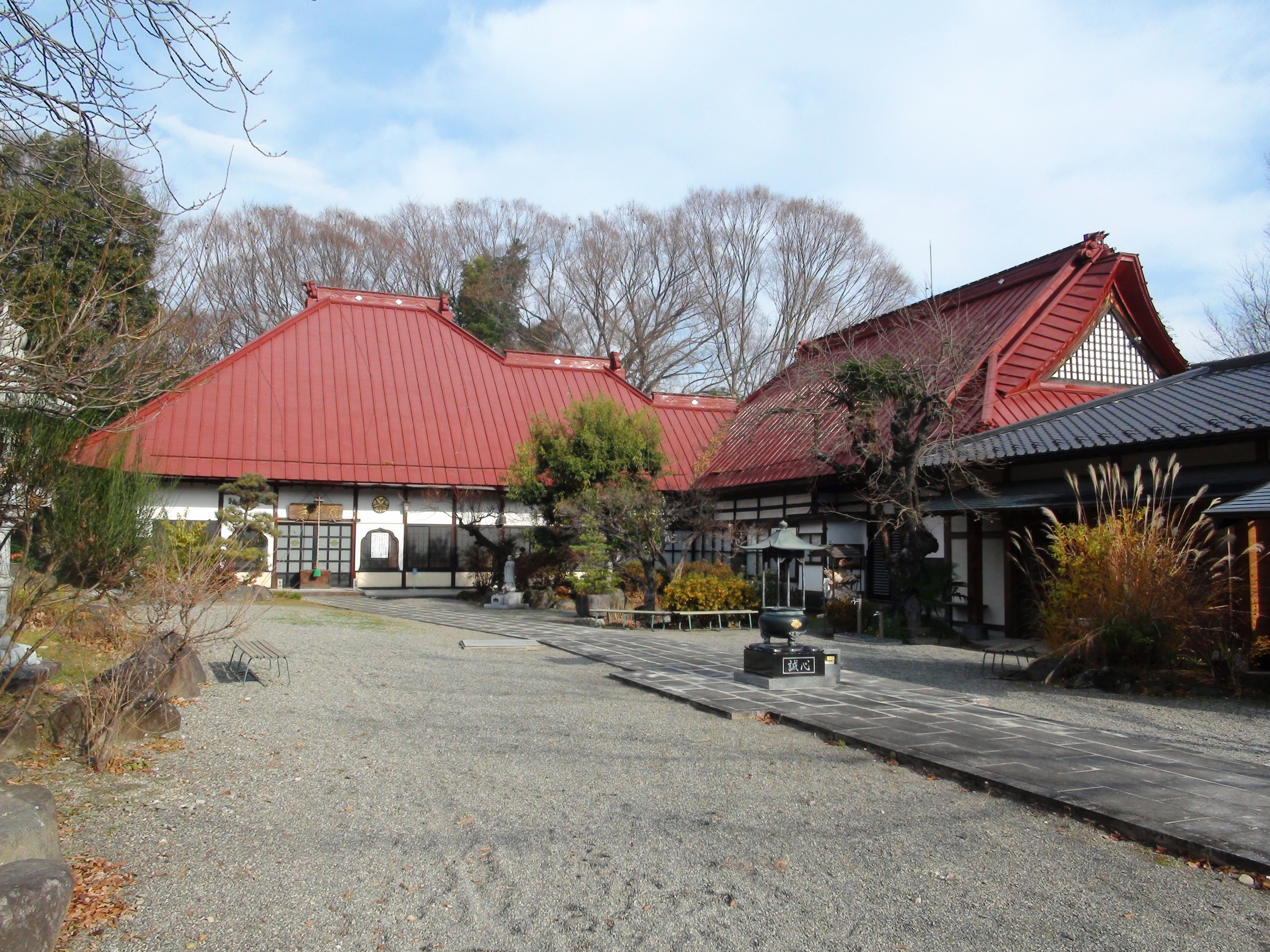
山梨県韮崎市・願成寺

家督は五男の信光が継いだ。墓は山梨県韮崎市神山町鍋山の願成寺にある。

## その他
- 兵学や弓道の流派として有名な武田流は、信義に始まるという。
- 嗣子の信光の舅であったことから、親族の新田義重と親交があったという。
- 武田信玄は16世の孫に当たる。

## 画像集

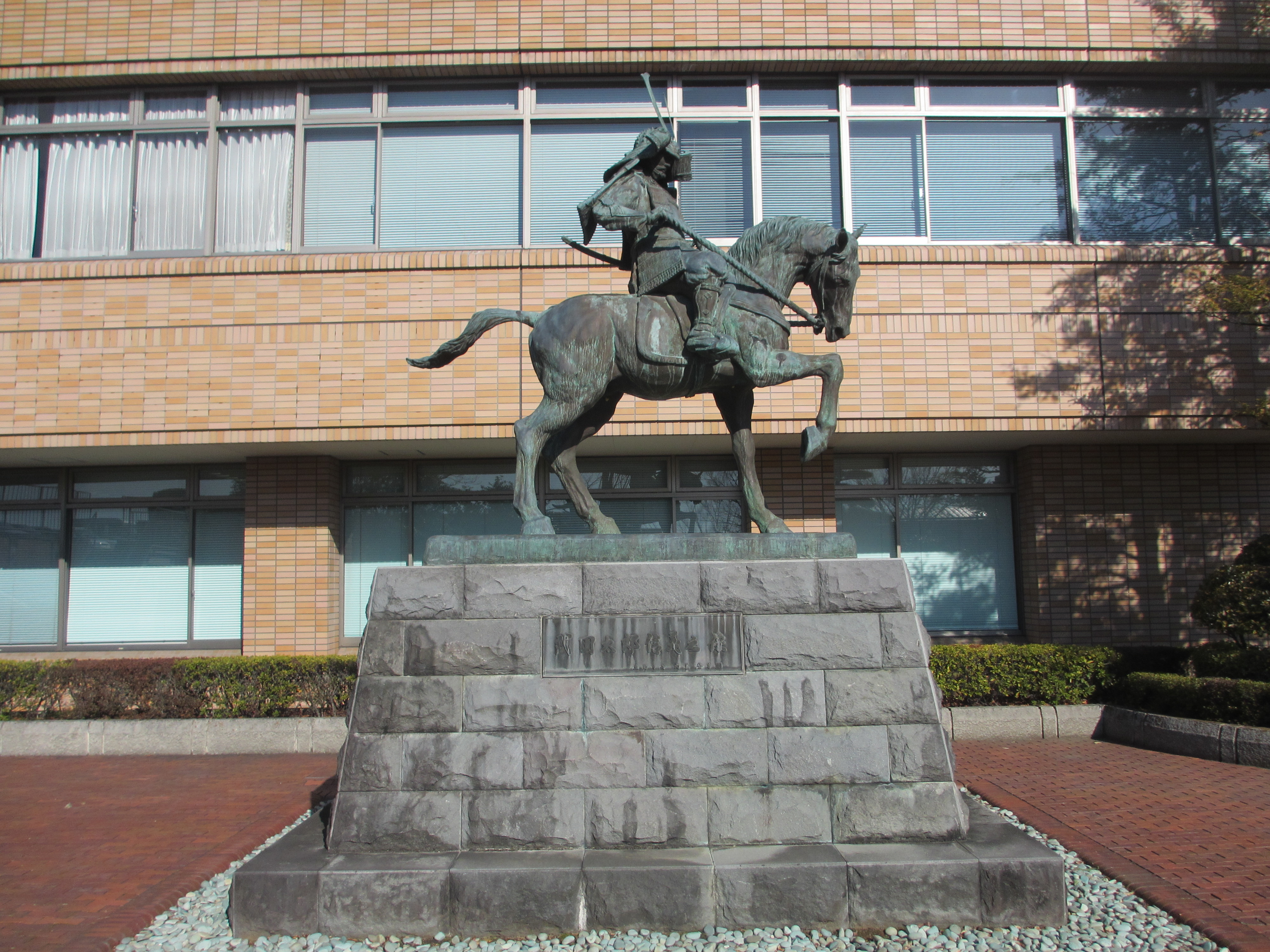
武田太郎信義之像（韮崎市市役所入口前銅像）
武田八幡宮（韮崎市神山町北宮地1185）
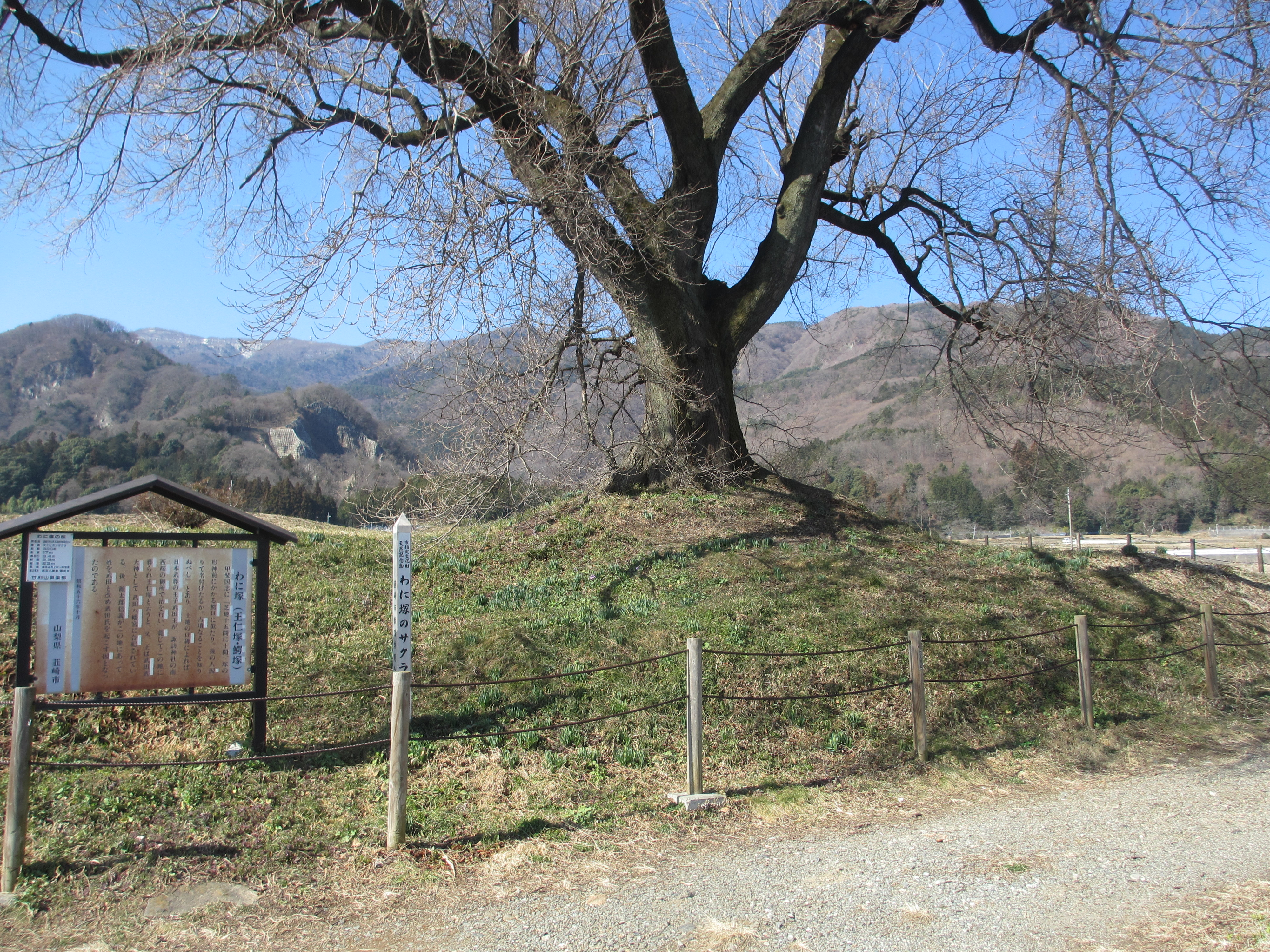
わに塚のサクラ（わに塚説明板、大和武尊王子武田王が姓武田起因）
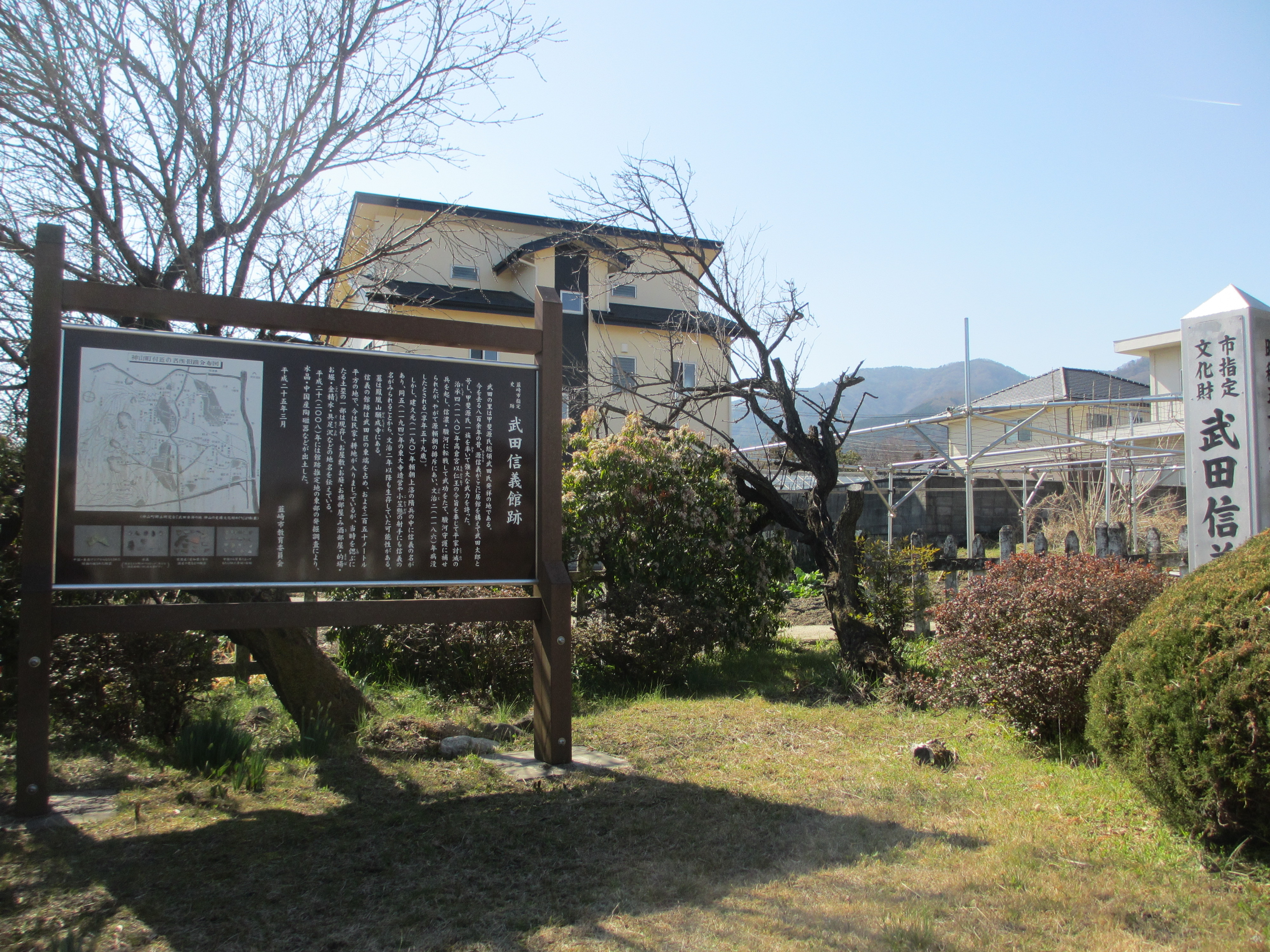
武田信義館跡（武田廣神社下り願成寺までの間）
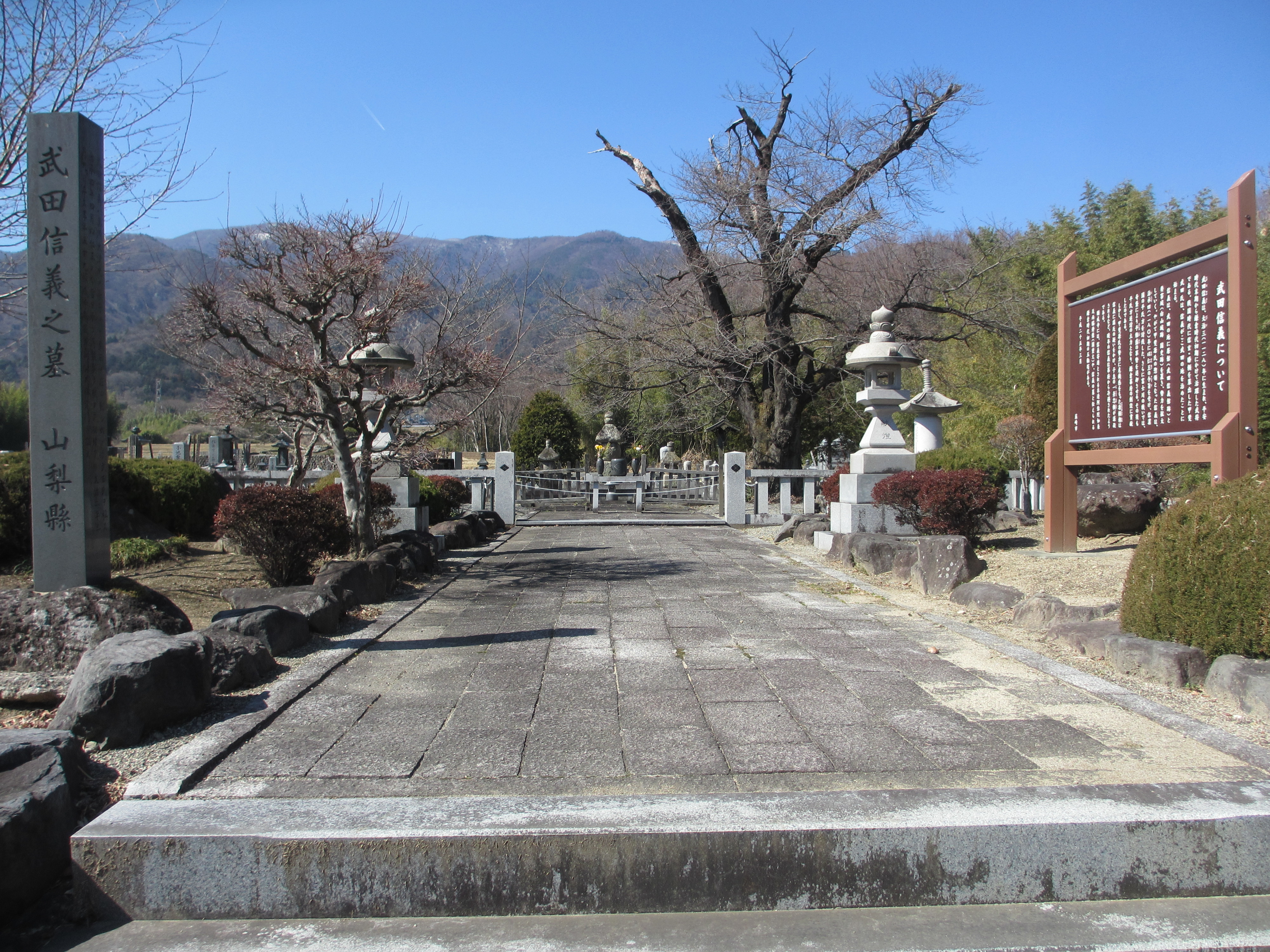
武田信義之墓（左信義公夫人・中央信義公・右乳母姫13代信昌公息女）